# تومي وارد (لاعب كرة قدم)
تومي وارد (بالإنجليزية: Tommy Ward)‏ (18 أبريل 1913 في المملكة المتحدة - 1 يناير 1997) هو لاعب كرة قدم بريطاني (وحمل سابقاً جنسية المملكة المتحدة لبريطانيا العظمى وأيرلندا) في مركز الوسط. لعب مع بورت فايل وستوك سيتي وغريمسبي تاون وكريستال بالاس ونادي مانسفيلد تاون.